# Antonio Coloma y Saa
Antonio Coloma y Saa, conte di Elda (Valladolid, 1555 – Palermo, 1619), fu un viceré di Sardegna del XVI secolo.

## Biografia
II Conte de Elda, secondo genito di Juan Coloma y Cardona dal quale ereditò il titolo nel  1581, aveva appreso la sua educazione militare nella compagnia di suo padre che lo istruì anche nell'arte del governo. Partecipò a diverse battaglie del Mediterraneo: a Cipro, in Tunisia e nella Battaglia di Navarino. Il suo apprendistato in Italia gli permise di essere nominato Governatore di Sassari e di Cagliari fino al 1581 quando ereditò il titolo dal padre. Nel 1587 Filippo II lo promosse governatore del Castillo de Santa Bárbara (Alicante), che era stato già di suo padre, e più tardi fu nominato cavaliere dell'Ordine di Santiago. Dal 1584 al 1595 fu nominato Viceré di Sardegna, a lui si attribuisce un ruolo nella creazione dell'Università di Cagliari.